# Dravet-Syndrom
Das Dravet-Syndrom (schwere frühkindliche myoklonische Epilepsie) ist eine seltene genetisch bedingte Enzephalopathie mit schwer behandelbarer myoklonischer Epilepsie im frühen Kindesalter.

## Ursache
Das Dravet-Syndrom hat in 70–80 % der Fälle seine Ursache in einer zum Funktionsverlust führenden Mutation (Loss-of-Function-Mutation) des SCN1A-Gens. Dieses Gen kodiert die alpha-1-Einheit des spannungsabhängigen Natriumkanals. Dieser Ionenkanal wird vor allem auf hemmenden Interneuronen exprimiert, wodurch es zu einer verminderten Hemmung der Pyramidenzellen in der Hirnrinde kommt, was zu einem hyperexzitatorischen und epileptogenen Zustand führt. Mutationen dieses Gens erfolgen fast immer zufällig (Spontanmutation), sind also bei den Eltern nicht nachweisbar.
Als weitere mögliche Ursachen kommen Varianten der Gene GABRA1, GABRB3, GABRG2, SCN2A, SCN1B und STXBP1 in Betracht. Die genetische Heterogenität bedingt vermutlich auch, dass die Betroffenen unterschiedlich schwer erkranken.

## Epidemiologie
Als Inzidenz wird ein Kind unter etwa 30.000 bis 40.000 Geburten angegeben. Jungen sind häufiger betroffen als Mädchen.

## Verlauf und Entwicklungsprognose
Bis zum Beginn der Krankheit entwickeln sich die Kinder normal. Mit dem Auftreten der ersten epileptischen Anfälle kommt es jedoch meist zu einer schweren Verlangsamung der kognitiven wie motorischen Entwicklung. Anfallsfreiheit wird auch mit Medikamenten nur selten erreicht, in der Mehrzahl der Fälle kommt es zu einer mittleren bis schweren geistigen Behinderung. Dabei wird vermutet, dass weniger die epileptischen Anfälle als solche, sondern vor allem die generelle Veränderung der Reizweiterleitung im Gehirn die Entwicklung der Kinder beeinträchtigt.
Vermutlich entsprechend der genetischen Heterogenität ist der Verlauf des Dravet-Syndroms jedoch variabel. Einzelne Kinder zeigen ein gutes Ansprechen auf Antiepileptika und nur geringe Einschränkungen in der Entwicklung.
Typische Dravet-Syndrome verlaufen jedoch in folgenden 3 klassischen Phasen:

Phase I (diagnostische Phase) im Alter von 6–12 Monaten: Bei den Säuglingen kommt es hauptsächlich zu länger anhaltenden Fieberkrämpfen, nicht selten mit einseitigen Myoklonien. Die Erhöhung der Körpertemperatur tritt meist durch fieberhafte Infekte auf, kann jedoch auch durch Badewassertemperaturen über 35 °C, Sonneneinstrahlung oder körperliche Anstrengung (z. B. langes Schreien) bedingt sein. Zudem können starke Lichtreize (Photosensibilität) und Schlafmangel epileptische Anfälle auslösen. Die kognitive Entwicklung zumindest bis dahin ist normal, eine Ataxie nicht nachweisbar. Die Diagnose ist daher anfangs teils nicht sicher zu stellen, zumal im EEG oft kaum epilepsietypische Potenziale nachweisbar sind.
Phase II (Verschlechterungsphase) im Alter von 1–5 Jahren: In dieser Zeit kommt es zu vielfältigen epileptischen Anfallstypen, unter anderem mit generalisierten tonisch-klonischen, aber auch absenceähnlichen Anfällen. Oft kommt es zu einem zum Status epilepticus, der dann nur medikamentös durchbrochen werden kann. Im EEG zeigen sich in der Regel generalisierte epilepsietypische Zeichen. Die kognitive Entwicklung der Kinder ist deutlich eingeschränkt, was besonders bei der Sprachentwicklung auffällt. Teilweise kommt es sogar zu einem kognitiven Abbau (Verlust bereits erworbener – auch sprachlicher – Fähigkeiten), zudem treten meist Verhaltensstörungen auf. Die Ataxie wird zunehmend auffällig.
Phase III (Plateauphase) ab dem 5. Lebensjahr: In diesem Stadium kommt es hauptsächlich zu nächtlichen konvulsive Anfällen. Die EEG-Veränderungen lassen nach, meist lassen sich jedoch weiterhin epilepsietypische Zeichen nachweisen. Der kognitive Abbau stagniert, die Verhaltensstörungen werden meist etwas besser. Die Ataxie bleibt, es kommt jedoch nicht mehr zu einer wesentlichen Verschlechterung. In dieser Phase besteht ein deutlich erhöhtes Risiko zu versterben (SUDEP), welches mit bis zu 10 % angegeben wird.

## Behandlung
Zur medikamentösen Behandlung bietet sich Valproat an. Stiripentol und Clobazam haben sich als zusätzliche Mittel bewährt, alternativ Topiramat und Levetiracetam. Lamotrigin und Carbamazepin sind ebenso wie andere Natriumkanalblocker nicht angezeigt, sondern führen fast immer zu einer Anfallszunahme. Eine ketogene Diät kann sich symptomlindernd auswirken. 2020 wurde Fenfluramin in der Europäischen Union und den USA für die Behandlung zugelassen. „Kaliumbromid ist insbesondere dann indiziert, wenn andere Antiepileptika nicht oder alleine nicht ausreichend wirksam sind.“
In einer multizentrischen doppelblinden Placebo-kontrollierten randomisierten klinischen Studie mit 120 Kindern, die an dem Dravet-Syndrom litten und therapieresistente Anfälle hatten, konnte ein Ansprechen auf die Gabe von Cannabidiol gezeigt werden. Während 5 % der Kinder unter Cannabidiol anhaltend anfallsfrei blieben, war dies keines der Kinder in der Placebogruppe. Die mediane Anfallszahl pro Monat sank von 12,4 auf 5,9 (Placebo: von 14,9 auf 14,1) und bei 43 % der Kinder (gegen 27 % in der Placebogruppe) sank die Anfallsrate um mindestens 50 %. Allerdings gab es mit 16 % (gegen 5 %) vermehrt unerwünschte Wirkungen, besonders Müdigkeit bis zur Somnolenz, Appetitlosigkeit und Durchfall, sowie vermehrt Interaktionen mit anderen Antiepileptika. Die Einnahme musste deswegen bei acht Kindern (gegenüber einem Kind in der Placebogruppe) vorzeitig abgebrochen werden.

## Geschichte
Seinen Namen hat das Syndrom von der französischen Psychiaterin und Epileptologin Charlotte Dravet, die das nach ihr benannte Syndrom im Jahr 1978 erstmals unter wissenschaftlichen Gesichtspunkten beschrieb und von anderen Epilepsiesyndromen abgrenzte. Bis 1992 wurden von ihr und ihren Kollegen 172 Fallbeispiele veröffentlicht.